# SENAP
有限会社SENAP（セナピー）は、日本の芸能事務所である。旧社名は「有限会社オフィスイサム」。

## 概要
2015年10月5日、法人番号指定。
2018年8月14日、有限会社SENAPに名称変更。

## 過去に所属していたタレント
- 奈月セナ
- 椎名糸